# Oplosmiddelenlijm
Oplosmiddelenlijm is een lijm die bestaat uit een stof (lijm) die door een oplosmiddel in oplossing is gebracht.  
De lijmverbinding komt tot stand door verdamping (of door absorptie van de omgeving) van het oplosmiddel. Door het verdampen van het oplosmiddel komt de stof weer in haar oorspronkelijke vorm terug. 
Soms worden bitumenlijmen koude lijmen genoemd.

## Gebruikte lijmstoffen
- Arabische gom
- Bitumen
- Harsen
- Amylopectine
- Nitrocellulose
- Polyvinylalcohol (PVA)
- Polyvinylacetaat (PVAC)
- Rubber
- Sulfietloog
- Natuurrubbers
- Styreenbutadieenrubber
- Polysiopreen
- Thermoplastische rubbers
- Nitril rubbers
- Polyurethaan

## Gebruikte oplosmiddelen
- Vluchtige organische stoffen
  - Trichlooretheen (TRI)
- Water

Het gebruik van (schadelijke) oplosmiddelen is door de overheid aan banden gelegd. Het doel van deze maatregel is het terugdringen van de ziekte organisch psychosyndroom (OPS).

## Toepassingen
- Bitumenlijm
- Behangplaksel
- Etikettenlijm
- Enveloppenlijm
- Koudlijm
- Plantenlijm
- Textiellijm
- Stoffen